# Qacha's Nek
Le Qacha's Nek ou col Qacha est un col de montagne routier qui relie la ville de Qacha's Nek au Lesotho (au nord) et la province du Cap-Oriental en Afrique du Sud (au sud).
Il est l'un des deux cols-frontière, avec le col Sani, permettant de passer du sud du Lesotho vers l'Afrique du Sud par les montagnes du Drakensberg.

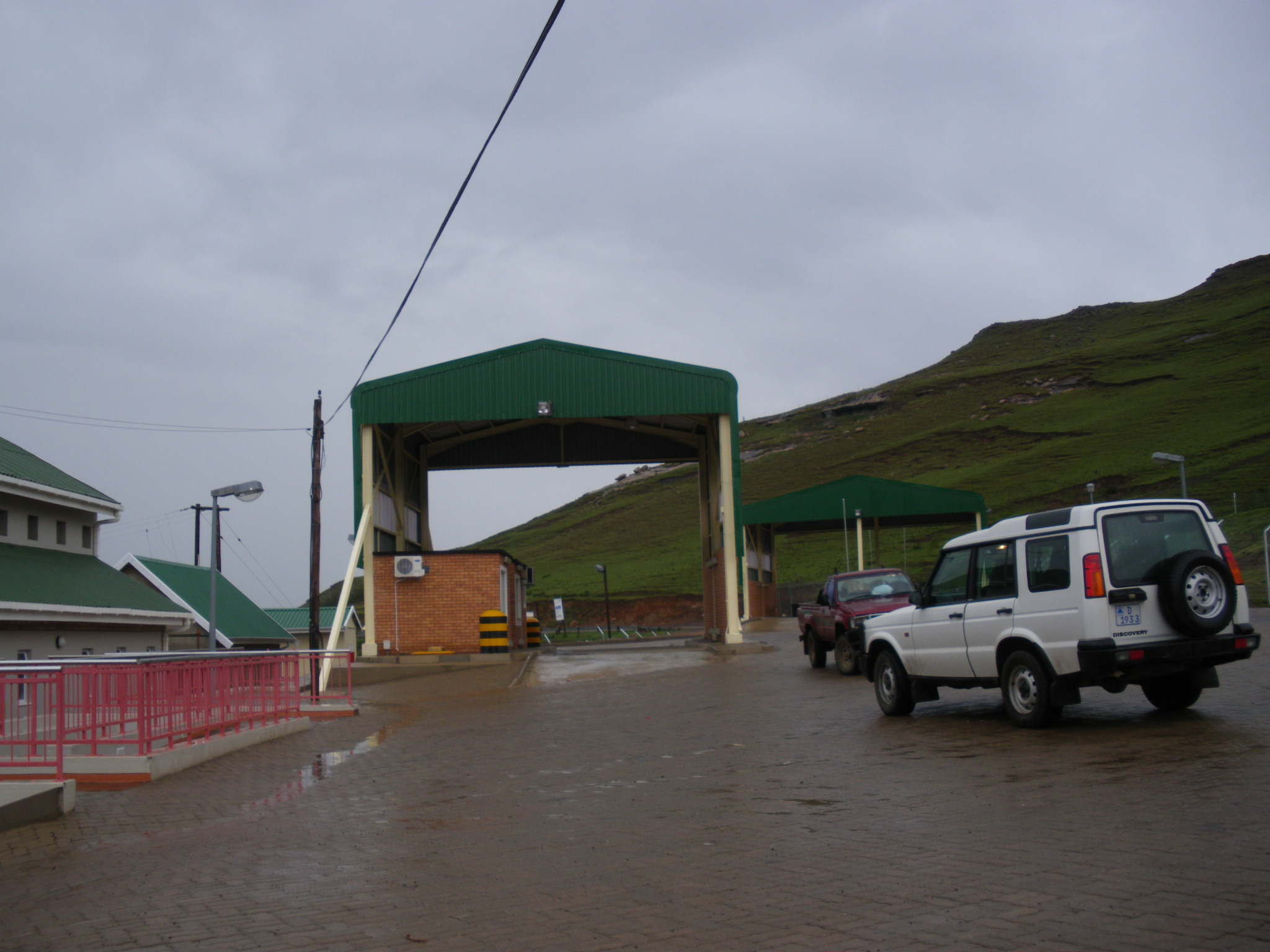
Le check-point de la frontière